# Крістіан Конвері
Крістіан Конвері (англ. Christian Convery; нар. 10 листопада 2009, Ванкувер, Британська Колумбія, Канада) — канадський актор. Відомий за роллю Вілла в фільмі «Ігри з вогнем» (2019) та Ґаса в серіалі «Ласун» (2021-24).

## Біографія
Крістіан Конвері народився 10 листопада 2009 року у Ванкувері, Канада. Акторську кар'єру почав в 2016 році, у віці 6 років. Він зараз живе в своєму рідному місті — Ванкувері.

## Фільмографія

### Кінофільми
| Рік  |    | Українська назва   | Оригінальна назва      | Роль                     |
| ---- | -- | ------------------ | ---------------------- | ------------------------ |
| 2018 | ф  |                    | Aliens Ate My Homework | Ерік                     |
| 2018 | ф  | Пакунок            | The Package            | Джейк Флойд              |
| 2018 | ф  | Веном              | Venom                  | Джоуї (видалена сцена)   |
| 2018 | ф  | Гарний хлопчик     | Beautiful Boy          | Джаспер Шефф             |
| 2019 | ф  | Ігри з вогнем      | Playing with Fire      | Вілл                     |
| 2021 | мф | Щоденник слабака   | Diary of a Wimpy Kid   | Фреґлі (озвучення)       |
| 2023 | ф  | Ведмідь під кайфом | Cocaine Bear           | Генрі                    |
| 2025 | ф  | Мавпа              | The Monkey             | близнюки Білл і Гел      |
| 2025 | ф  | Франкенштейн       | Frankenstein           | юний Віктор Франкенштейн |
| 2026 | ф  | Вулиця Флауервейл  | Flowervale Street      |                          |

### Телебачення
| Рік       |    | Українська назва | Оригінальна назва | Роль                                               |
| --------- | -- | ---------------- | ----------------- | -------------------------------------------------- |
| 2016      | с  | Надприродне      | Supernatural      | Лукас Келлінгер (Епізод: «The Foundry»)            |
| 2016      | с  | Ван Хелсінг      | Van Helsing       | дитя-вампір (Епізод: «Last Time»)                  |
| 2017      | с  | Легіон           | Legion            | 4-річний Легіон (3 епізоди)                        |
| 2017      | с  | Люцифер          | Lucifer           | Ітан (Епізод: «Deceptive Little Parasite»)         |
| 2019      | тф | Спадкоємці 3     | Descendants 3     | Скрипун                                            |
| 2020      | с  | Щеняча академі   | Pup Academy       | Морган (19 епізодів)                               |
| 2021—2024 | с  | Ласун            | Sweet Tooth       | Ґас (24 епізоди)                                   |
| 2023      | с  | One Piece        | One Piece         | юний Санджі (Епізод: «The Chef and the Chore Boy») |
| 2025      | мс | Невразливий      | Invincible        | Олівер Грейсон (7 епізодів)                        |